# Spandauer Bock

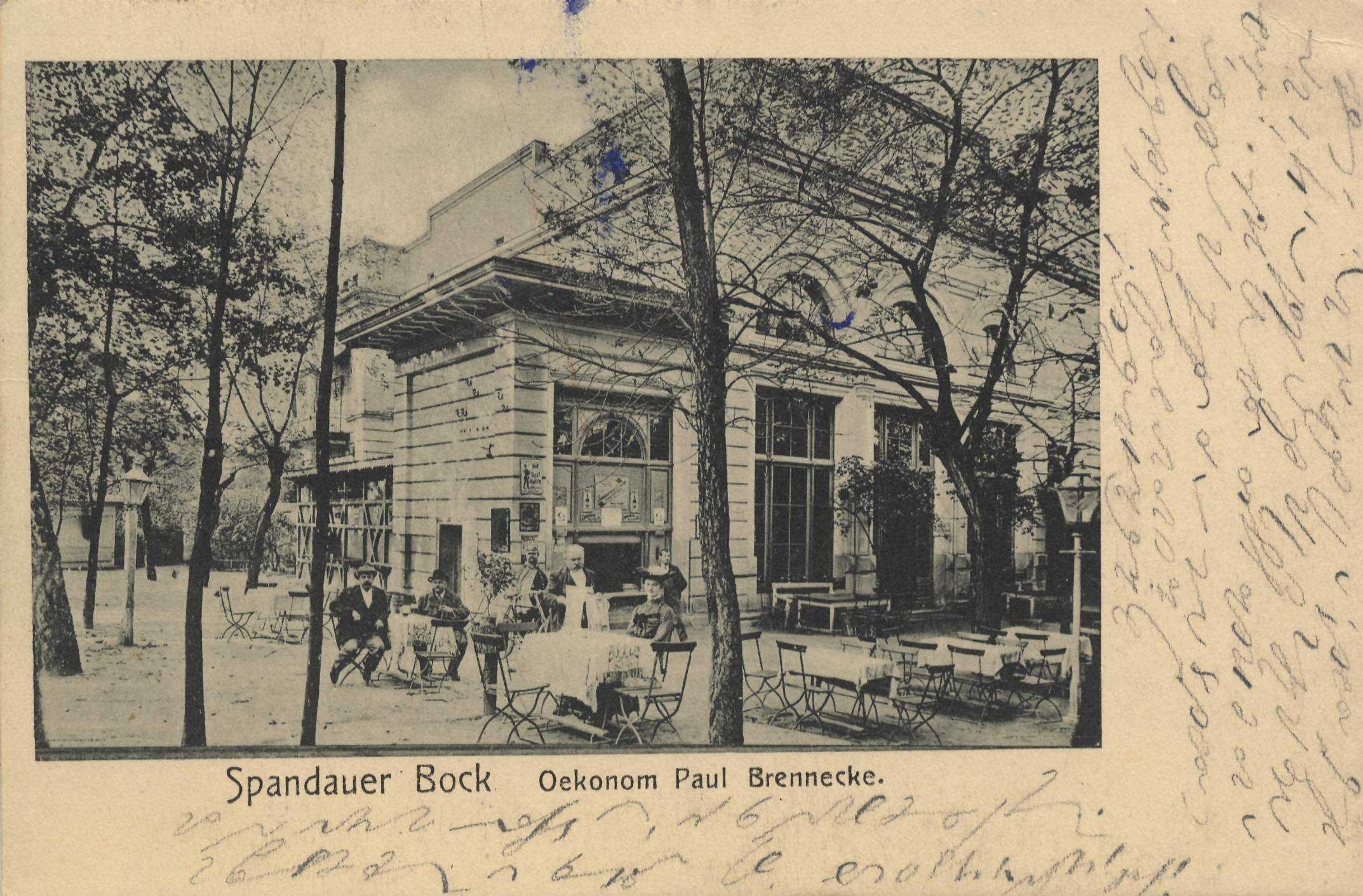
Der Spandauer Bock auf der Südseite des Spandauer Damms

Der Spandauer Bock war eine Ausflugsgaststätte mit einer Brauerei (Spandauerberg-Brauerei) im Berliner Ortsteil Westend des heutigen Bezirks Charlottenburg-Wilmersdorf. Sie lag an der Einmündung der Reichsstraße in den Spandauer Damm und bestand aus zwei durch Letzteren getrennten Teilen, der Bock genannten älteren südlich des Spandauer Damms und der jüngeren Gaststätte neben der Brauerei nördlich des Spandauer Damms, die der Volksmund nach dem weiblichen Pendant zum Bock Zibbe (norddeutsch für ‚Mutterschaf‘) taufte.

## Geschichte
Im Jahr 1840 erwarb der bayrische Bierbrauer Conrad Bechmann, der in Spandau eine Brauerei besaß, das heute im Winkel zwischen Spandauer Damm und Reichsstraße gelegene Gelände und eröffnete dort einen kleinen Ausschank. Nach dem im Frühjahr dort ausgeschenkten dunklen Bockbier erhielt die Gaststätte den Namen Spandauer Bock. Sie brannte im März 1875 ab, wurde aber im gleichen Sommer wieder aufgebaut. 1854 verlegte Bechmann seine Brauerei aus Spandau auf das auf der gegenüberliegenden Seite des Spandauer Damms gelegene Gelände des Spandauer Bergs, die von da an Spandauerberg-Brauerei hieß und einen eigenen Ausschank besaß. Die Brauerei wurde 1917 von der Schultheiss-Brauerei übernommen. Die beiden Ausflugsgaststätten wurden Ende der 1930er Jahre geschlossen. Die Gebäude wurden im Zweiten Weltkrieg weitgehend zerstört und nicht wieder aufgebaut.

## Bock und Zibbe
Die beiden Gartenlokale boten bis zu 6000 Tischplätze, die an warmen Frühlingswochenenden nicht ausreichten. Einige Familien lagerten dann auf dem umliegenden Gelände in der freien Natur. Beide Gaststätten sprachen ein unterschiedliches Publikum an. Während sich beim Bock auf der Südseite das einfache Publikum vergnügte, trafen sich bei der Zibbe etwas wohlhabendere Kreise, die sich die vielfältigen Unterhaltungen im Restaurant und auf dem umliegenden Freigelände leisten konnten. Zeitgenossen rühmten den schönen Panoramablick vom auf der Spandauer Spitze gelegenen Freigelände der Zibbe auf das Tal der Spree. Ein künstliches Alpenpanorama mit Wasserspielen und abendlichem Alpenglühen waren Höhepunkte für ein Publikum, von denen die wenigsten die Alpen mit eigenen Augen gesehen hatten. Das imposante Saalgebäude mit einer Grundfläche von 40 m × 20 m hatte auf der Westseite eine Orchesternische und auf der gegenüberliegenden Seite ein 5 m × 10 m großes Kolossalgemälde, das einen Bier trinkenden Bacchus auf einem von Böcken gezogenen Fass darstellte. Da die Örtlichkeit insgesamt als Spandauer Bock bekannt war, hatten schon die Zeitgenossen Schwierigkeiten mit der Zuordnung des kleineren, älteren Bocks und der größeren, neueren Zibbe.

## Verkehr

Elektrischer Versuchsbetrieb Westend – Spandauer Bock, 1882

Die meiste Zeit seiner Existenz profitierte der Spandauer Bock von einer – für die jeweilige Zeit – guten Verkehrsanbindung, die zeitweise Scharen von Berliner und Charlottenburger Ausflüglern den Weg zum Spandauer Bock ermöglichte. Zunächst fuhren Torwagen vom Brandenburger Tor hinaus zum Spandauer Bock. Gleich die erste Pferdestraßenbahn Deutschlands 1865 hatte ihren westlichen Endbahnhof an der heutigen Ecke Spandauer Damm/Sophie-Charlotten-Straße, von wo aus ein halbstündiger Fußweg über den Spandauer Berg zum Spandauer Bock führte. 
Am 1. November 1871 eröffnete die Westend-Gesellschaft eine Anschlusslinie zwischen dem Pferdebahnhof und der Kastanienallee, die 1879 zum Spandauer Bock fortgesetzt wurde. Für die steil den Spandauer Berg nach Westend heraufführende Linie musste man am Pferdebahnhof in einstöckige, mit zwei Pferden bespannte Wagen umsteigen. Die wenig bedeutsame Nebenstrecke wurde 1882 als erste Straßenbahnlinie Deutschlands probeweise mit einer Oberleitung elektrifiziert, als Werner Siemens einen Testbetrieb für eine elektrische Straßenbahn einrichtete, der jedoch im darauffolgenden Jahr wieder beendet wurde. Von der Spandauer Seite erreichte die Straßenbahn am 1. Juli 1906 den Spandauer Bock, allerdings im Tal. Zum Umstieg in die Charlottenburger Linie mussten die Fahrgäste eine Rampe auf den Spandauer Berg hinaufgehen. Mit einem Geländeausgleich wurde erst 1917 die Verbindung beider Linien geschaffen. Als die U-Bahn mit den Bahnhöfen Neu-Westend (1922) und Ruhleben (1929) den Spandauer Bock erreichte, waren die besten Zeiten bereits vorüber.

## Der Spandauer Bock in der Literatur
Die zeitgenössische Reiseliteratur stellte dem Spandauer Bock oft kein gutes Zeugnis aus. Den gutbürgerlichen Autoren waren vor allem die rustikalen Vergnügungen für das proletarische Publikum im Bock auf der Südseite ein Graus. Im gleichen Tenor widmet Julius Stinde in seinem Roman Die Familie Buchholz ein Kapitel einem Familienausflug zum Spandauer Bock. Auch Theodor Fontane äußert sich wiederholt negativ zu den Vergnügungen am Spandauer Bock. In einem Brief erwähnt er 1892 die „Spandauer Bock-Brauerei mit Tingeltangel und Karfreitags-Radau“, wobei er darauf Bezug nimmt, dass traditionell am Karfreitag Hochbetrieb herrschte.

## Der Spandauer Bock nach dem Zweiten Weltkrieg

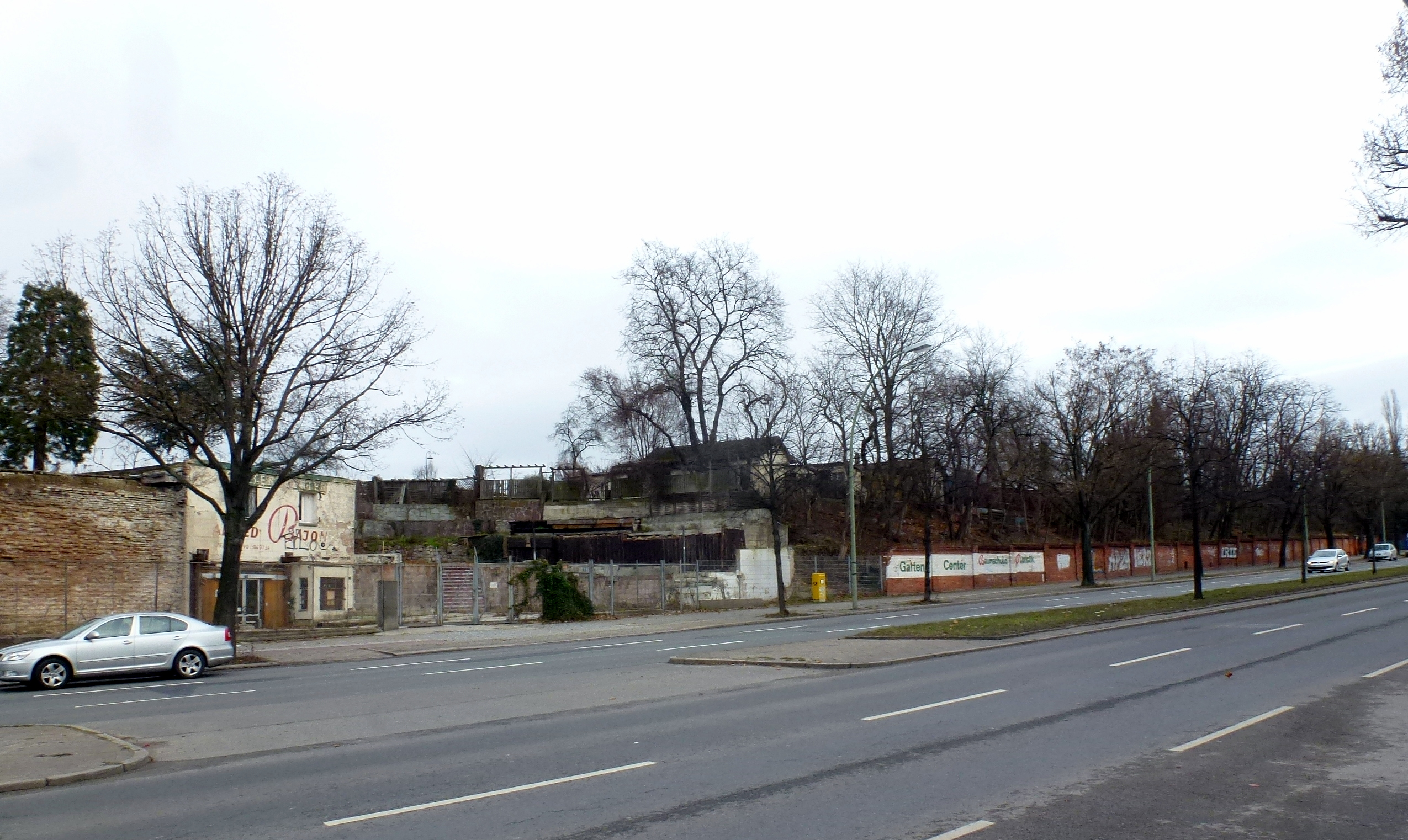
Reste der Spandauerberg-Brauerei auf der Nordseite des Spandauer Damms, noch mit dem Schriftzug des ehemaligen Gartencenters

Die Reste der zerstörten Gebäude wurden 1957 beseitigt. Die erhaltenen Kellergebäude der Brauerei nutzte von 1950 bis zur Insolvenz im Jahr 2004 das Gartencenter Bajon als Verkaufsräume. Auf der Südseite erkennt man östlich der Reichsstraße und nördlich des Spandauer Damms noch die Begrenzungsmauer zur tiefergelegenen Straße und Zugangstreppen zum Gelände des Bocks, auf dem zwei – ursprünglich für die britische Siegermacht errichtete – Hochhäuser stehen. Auf dem Gelände der Zibbe trägt eine Laubenkolonie den Namen Spandauer Bock und in der Spandauer Altstadt gibt es heute eine Kneipe gleichen Namens.